# Чесноков, Николай Гаврилович
Никола́й Гаври́лович Чесноко́в (19.12.1915 — 29.02.2004) — советский и российский художник, живописец. Член Союза художников России, Заслуженный художник РСФСР (1987), лауреат премии Губернатора Свердловской области за выдающиеся достижения в области литературы и искусства.
Живописец, педагог, один из ведущих мастеров Урала. Основная тема творчества — родной Урал, его природа, труд и жизнь уральцев.

## Биография
Родился в городе Лысьва Пермской губернии в семье лесника. Отец — Гаврила Андреевич Чесноков, мать — Ольга Дмитриевна Кокарева.
В 1937—1939 гг. учился в Ленинградском художественно-педагогическом училище (преподаватели М. А. Асламазян, Р. А. Григорян, Б. А. Колозян, В. А. Левицкий).
После окончания училища поступил в Ленинградский институт живописи, скульптуры и архитектуры имени И. Е. Репина (ученик В. П. Белкина, С. В. Приселкова).
После начала войны эвакуирован в Свердловск, где в 1941—1944 гг. был художником Свердловского театра оперы и балета.
В 1944 году поступил и в 1947 году окончил Московский художественный институт имени В. И. Сурикова, учился у М. П. Бобышова, А. А. Осьмёркина.
В 1947 году принят в Союз художников СССР.
В 1951—1957 — председатель Свердловского отделения Художественного фонда СССР, в 1955—1958 — член правления Художественного фонда СССР, в 1969—1976 — председатель секции живописи Свердловской организации союза художников РСФСР и член комиссии по живописи при секретариате Союза художников РСФСР.
С 1959 по 1974 — руководитель изостудии Свердловского ДК железнодорожников.
В 1960—1962 и 1969—1975 гг. преподавал живопись в Свердловском художественном училище.

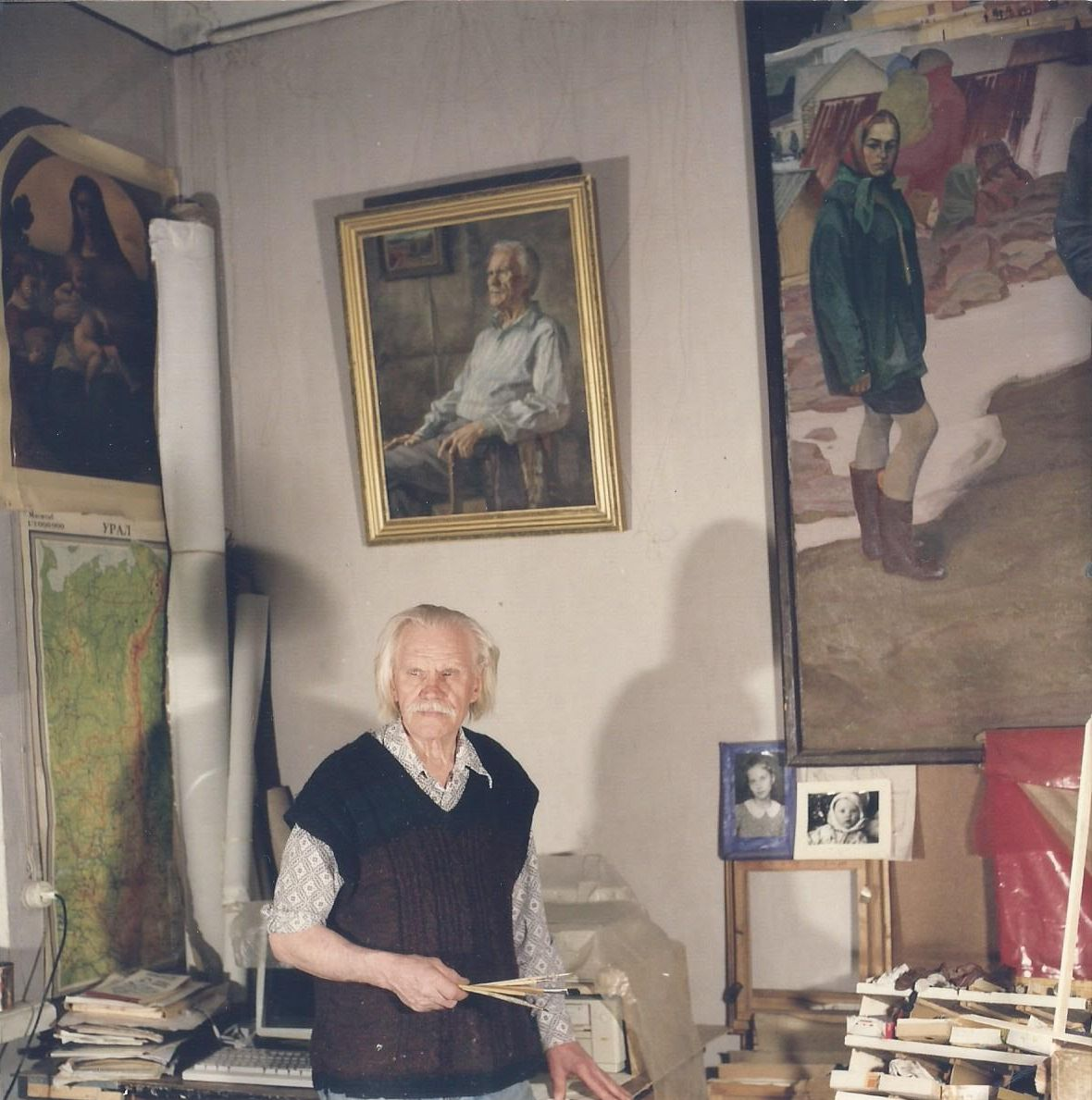
В мастерской на ул. Куйбышева, 1998 г.

В 1987 году присвоено звание Заслуженный художник РСФСР.
Скончался 29 февраля 2004 года в Екатеринбурге. Похоронен на Северном кладбище.

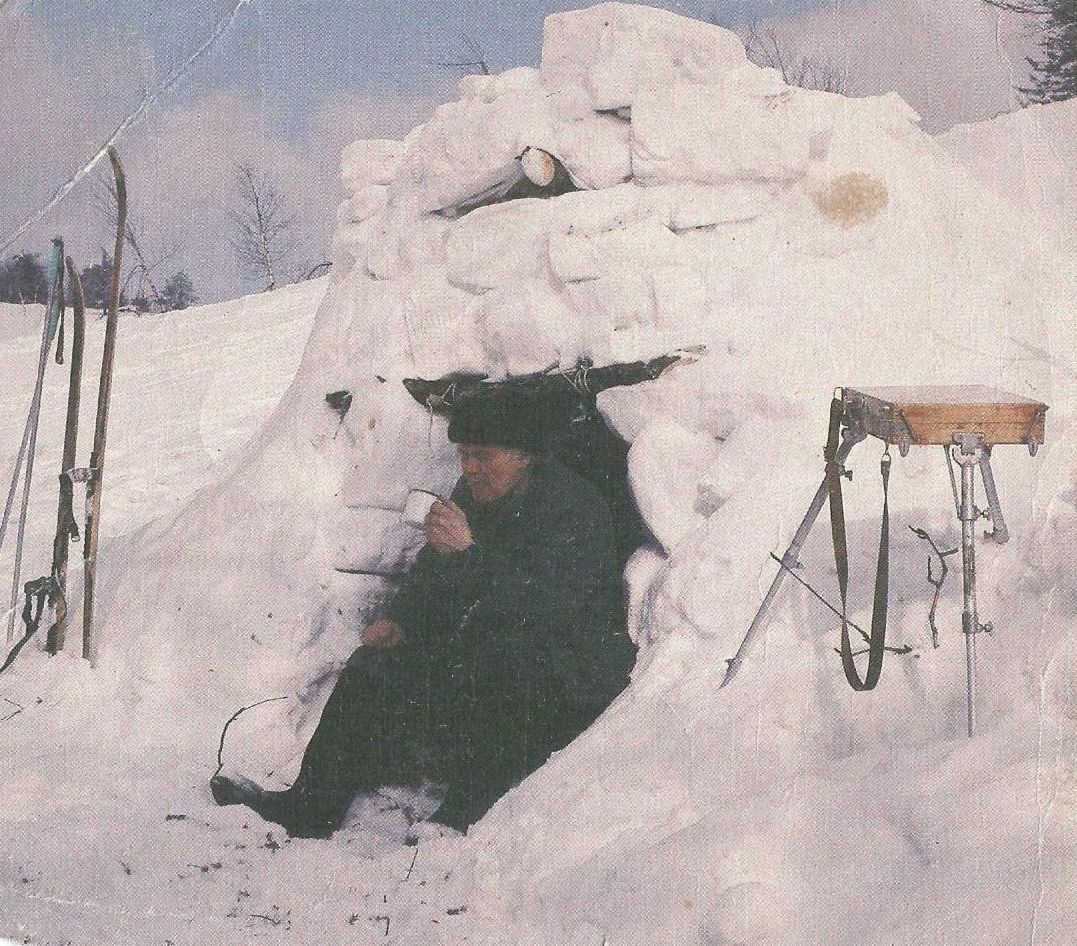
Хребет Басеги, фото 1986 г.

## Творчество
Начиная с 1948 года, участвовал в более чем 100 выставках. Выставки последних лет и посмертные:

2000 г. «Почти все о пейзаже». Екатеринбург, галерея «Вдохновение». Персональная выставка. Екатеринбург, Дом художника.

2001 г. «Отец и дочь» Выставка Н. Г. Чеснокова и О. Н. Чесноковой. Екатеринбург, галерея «Вдохновение».

2002 г. Художественная выставка, посвященная 100-летию Екатеринбургского художественного училища имени И. Д. Шадра. Екатеринбург, ЕМИИ. Персональная выставка. Екатеринбург, выставочный зал «Русские самоцветы».

2003 г. Выставка заказного портрета «La portraitupe». Свердловск «Белая галерея». Девятая региональная выставка «Урал». Екатеринбург. Выставка Н. Г. и О. Н. Чесноковых. Екатеринбург, Уставный суд.

2004 г. Персональная выставка «Работы последних лет». Екатеринбург, Союз художников.

2009 г. Художественная выставка «Лучшее место на свете. Таватуй в произведениях известных художников». Пос. Таватуй Свердловская область. Выставка. Н. Г. Чесноков, О. Н. Чеснокова. Ханты-Мансийск.

2010 г. Выставка «Н. Чесноков и его ученики». Екатеринбург, галерея «Шлем». Персональная выставка к 95-летию со дня рождения. Екатеринбург, ЕМИИ.

2013 г. Персональная выставка. Екатеринбург, ДХШ № 2.

#### Литературные работы
- Уральские этюды // Уральский следопыт. — 1964. — № 2. — Вкладка.
- Уроки одной выставки // Вечерний Свердловск. — 1965. — 10 ноября.
- В мастерской художников // Вечерний Свердловск. — 1966. — 12 декабря.
- Наполненные свежим чувством // Вечерний Свердловск. — 1966. — 13 декабря.
- Ответственный поиск // Вечерний Свердловск. — 1966. — 12 декабря.
- Ответственный поиск // Искусство. — 1967. — № 3. — С. 22—26.
- Художник гражданственной темы // Уральский следопыт. — 1967. — № 6.
- Претворенная в жизнь мечта (книга мемуаров). — Екатеринбург, 2000. — 314 с.
- Воспоминания. // Урал. — 2001. — № 8—10.

#### Книги и каталоги о творчестве художника
- Чесноков Н. Г.: Каталог выставки /Авт.-сост. Л. Незнанский. — Свердловск, 1965.
- Чесноков Н. Г.: Буклет /Авт.- сост. О. Воронова. — Свердловск, 1979
- Чесноков Н. Г. Живопись: Каталог выставки. /Авт. вст. ст и сост Холодова Г. С. — Свердловск, 1986. — 23 с.
- Чесноков Николай. Урал Приполярный: Альбом /Авт. вст. ст. и сост Холодова Г. С. — М.: Советский художник, 1986. — 16 с.

- Итоги (из книги мемуаров).

Итоги для меня вроде бы неплохие! Не получая ни от кого и гроша ломанного, на собственном коште выдрался я из грубых низов жизни, из дремучей темноты незнания в одну из самых сложных сфер культуры - в высокое художество. В конце моей жизни как-то свалилось на меня несколько очень приятных неожиданностей. Самым приятным событием была моя короткая биографическая справка , помещенная в восемнадцатом томе Allgemeines Künstlerlexikon Die Bildenden Künstler aller Zeiten und Völker Allgemeines Künstlerlexikon ("Всеобщей художественной энциклопедии художников всех времен и народов"), изданной в Лейпциге в 1998 году. Это для меня самое большое признание моего творчества. В восемнадцатом томе этой энциклопедии вместе с Шарден, Жан-Батист , Шагал, Марк Захарович и Сезанн, Поль было более чем приятно прочитать мою фамилию. Но главное не в этом, главное в том, что я прожил интересную жизнь, не клоня ни перед кем головы, наслаждаясь свободой в труде и в жизни.